# Lothar Gruchmann
Lothar Gruchmann (* 25. Januar 1929 in Plauen; † 13. Juni 2015 in München) war ein deutscher Historiker und Politikwissenschaftler.
Er arbeitete von 1960 bis 1992 als Mitarbeiter am Institut für Zeitgeschichte in München. Von 1962 bis 1968 nahm er Lehraufträge an der Ludwig-Maximilians-Universität München wahr. Er veröffentlichte zahlreiche Bücher und erwarb sich Verdienste um die Erforschung der Justizgeschichte des Dritten Reiches, wie beispielsweise im Fall Georg Elser. 2002 verlieh ihm die Juristische Fakultät der Ludwig-Maximilians-Universität München einen Ehrendoktortitel und der damalige Bundespräsident Johannes Rau das Bundesverdienstkreuz 1. Klasse.

## Werke
- Der Zweite Weltkrieg. Kriegführung und Politik. Deutscher Taschenbuch Verlag DTV, München 1967. Zahlreiche weitere Auflagen, 11., durchgesehene und aktualisierte Ausgabe, DTV München 2005.
- Die „verpaßten strategischen Chancen“ der Achsenmächte im Mittelmeerraum 1940/41. In: Vierteljahrshefte für Zeitgeschichte 18 (1970), S. 456–475.
- (Hrsg.): Johann Georg Elser – Autobiografie eines Attentäters. Der Anschlag auf Hitler im Bürgerbräu 1939. Deutsche Verlags-Anstalt, Stuttgart 1970, ISBN 3-421-06519-5 (Vernehmungsprotokoll der Gestapo zum Sprengstoffanschlag im Bürgerbräukeller, München am 8. November 1939).
- Justiz im Dritten Reich 1933–1940. Anpassung und Unterwerfung in der Ära Gürtner. Oldenbourg, München 1988. 3. verbesserte Auflage, München 2001, ISBN 978-3486538335.
- Totaler Krieg. Vom Blitzkrieg zur bedingungslosen Kapitulation. DTV, München 1991, ISBN 3-423-04521-3.